# Xabier Perurena
Xabier Perurena Zubitur (Leiza, Navarra, 8 de febrero de 1987) es un actor y director de cine español, hijo de Iñaki Perurena y hermano de Inaxio Perurena.

## Biografía
Se formó como actor estudiando interpretación en Bilbao y se hizo conocido en el País Vasco tras trabajar en la exitosa teleserie vasca Goenkale, en el canal en euskera de la televisión pública vasca.

## Trabajos en televisión
- 2021. Maradona, sueño bendito como Javier Urruticoechea[2]
- 2016. Eskamak kentzen.
- 2014. El secreto de Puente Viejo.
- 2011. Doctor Mateo.
- 2009-2013. Goenkale.
- 2008. Yo soy Bea.

## Cine
- 2016. Rendezvous.
- 2012. Parle vu euskera, como director y actor.[3][4]